# El Peñón (Bolívar)
El Peñón es un municipio colombiano, situado al sur del departamento de Bolívar, en la Subregión de Loba. Limita al norte con el departamento de Magdalena, al oriente con el departamento del Cesar, al occidente con los municipios de Hatillo de Loba y San Martín de Loba y al sur el municipio de Regidor.
El municipio se encuentra ubicando entre el río Magdalena y a la margen derecha del Brazo de Papayal. Su cabecera municipal se encuentra cerca a la población del El Banco (Magdalena).

## División Político-Administrativa
Además de su Cabecera municipal. El Peñón tiene bajo su jurisdicción los siguientes Centros poblados:
- Buenos Aires
- Castañal
- Japón
- La Chapetona
- La Humareda
- Peñoncito

## Historia
Estos Suelos pertenecían a los indios Chimilas y Malibues quienes tenían costumbres y tradiciones diferentes a las de hoy en día pero muy importantes para ellos; pero a la llegada de los españoles conquistadores y colonizadores fueron desplazados por la colonización de Jerónimo Lebrón en el año de 1536. Más tarde en el año de 1637 el capitán español Diego Ortiz Nieto, quien residía en la Villa de Mompox, solicitó permiso al gobierno de Santa Fe para someter a los grupos indígenas en sus tribus solicitud que favoreció. 
En esta excursión realizada por el territorio de Loba el capitán encontró un lugar en 1737 a orillas del río Grande de la Magdalena, montañoso con una saliente al río, rodeada de ciénagas como la de Castañal donde deambulaban los indios; de allí fundo una población que a su regreso a la Villa le dio el nombre de San Antonio del Peñón (por haber llegado el día de la muerte de San Antonio de Padua el día 13 de junio). A estas tierras la corona le dio origen y la propiedad del territorio de Loba con una extensión de 84.600 hectáreas.
En 1828 el gobernador de la Provincia de Mompox, Martínez Troncoso, ordenó elaborar un censo para arreglarse el número de diputados para la convención que le correspondía a la provincia. El Peñón era una población con 221 habitantes. El día 3 de octubre de 1851 por ordenanza 11, El Peñón cambio de nombre por Aldea Serrano, nombre que duró corto tiempo.
En el año de l876 por ley 144 y reformado por la ley 19 de 1.877, la Asamblea legislativa del Estado Soberano de Bolívar en 10 provincias. La de Mompox, se compone de los territorios de Loba con la agregación de El Peñón, Hatillo y Juana Sánchez; pero el artículo 6 de la ley 19 trasladaba El Peñón a San Martín de Loba, esta distribución territorial ocasionó enfrentamientos. Fue así que al elegir concejales residentes todos en San Martín de Loba, se resistieron a reunirse en el Peñón, la nueva sede del distrito. Entonces Ramón Salcedo, Gobernador de Mompox, en estos momentos remedio la situación, ordenando nuevas elecciones, regresando así a San Martín de Loba. 
Alrededor de este municipio se libró la cruenta Batalla fluvial de La Humareda, del 17 de junio de 1885, la cual fue crucial en la caída del régimen federal de la Constitución de Rionegro y favoreció la Carta del 1886. Allí las tropas rebeldes derrotaron a las del gobierno, pero a un costo material y humano tan alto que les resultó imposible continuar operando. 
Con el impulso de líderes por la creación de un nuevo ente territorial autónomo. Segregado del Municipio de San Martín de Loba, la honorable Asamblea Departamental crea el municipio de El Peñón, bajo la ordenanza No 042 del 30 de noviembre de 1995.

## Tradiciones y fiestas
Su fiesta patronal es en honor a San Antonio de Padua y se realiza todos los años desde el 4 de junio hasta el 13 de ese mismo mes.

## Estructura organizacional municipal
| El Peñón     | El Peñón    | El Peñón                   |
| Departamento | Código DANE | Categoría municipal (2023) |
| ------------ | ----------- | -------------------------- |
| Bolívar      | 13268       | Sexta                      |

- Personería: Es un centro del Ministerio Público de Colombia que ejerce, vigila y hace control sobre la gestión de las alcaldías y entes descentralizados; velan por la promoción y protección de los derechos humanos; vigilan el debido proceso, la conservación del medio ambiente, el patrimonio público y la prestación eficiente de los servicios públicos, garantizando a la ciudadanía la defensa de sus derechos e intereses.

- Concejo Municipal: Es la suprema autoridad política del municipio. En materia administrativa sus atribuciones son de carácter normativo. También le corresponde vigilar y hacer control político a la administración municipal. Se regulan por los reglamentos internos de la corporación en el marco de la Constitución Política Colombiana (artículo 313) y las leyes, en especial la Ley 136 de 1994 y la Ley 1551 de 2012.

Constituido por 9 concejales por un periodo de 4 años.
- Alcaldía Municipal: En esta se encuentra la administración municipal y las entidades descentralizadas del municipio.

El Alcalde se pronuncia mediante decretos y se desempeña como representante legal, judicial y extrajudicial del municipio. El actual Alcalde municipal es Luis Centeno Olivares (2024-2027), elegido por voto popular.
- JAL.

## Servicios públicos
- Energía Eléctrica: Afinia, del grupo EPM, es la empresa prestadora del servicio de energía eléctrica.
- Gas Natural: Surtigas es la empresa distribuidora y comercializadora de gas natural en el municipio.